# Прапор Донецької народної республіки
Прапор «Донецької народної республіки» — один із «символів» невизнаного самопроголошеного терористичного утворення «Донецька народна республіка» поряд з «гербом» та «гімном». Має чорний, синій та червоний кольори, розташовані у такому ж порядку зверху вниз. Чинна версія «прапора» затверджена «Народною радою ДНР» 27 лютого 2018 року.

## Історія

Прапор сепаратистської організації «Інтернаціональний Рух Донбасу»

Прапор УРСР

Початково прапор, створений для сепаратистської організації «Інтернаціональний Рух Донбасу», мав червоний, блакитний та чорний кольори, розташовані у такому порядку зверху вниз. Авторами такої концепції були Дмитро та Володимир Корнілови. Такий проєкт прапора був створений з прапора УРСР, до якого знизу додали чорний колір, що символізував поклади вугілля Донбасу, а зверху забрали серп і молот. Проросійська сепаратистська організація «Донецька республіка» в результаті у ролі свого прапора взяла прапор «Інтернаціонального Руху Донбасу», проте з деякими змінами: прапор було перевернуто, а також додано двоголового орла.
Перший прапор «Донецької народної республіки» був створений «Донецькою республікою» навесні 2014 року. Прапор мав вигляд перевернутого прапора «Інтернаціонального Руху Донбасу», з двоголовим орлом, зображенням Архангела Михаїла на грудях орла та написами «ДОНЕЦКАЯ» зверху та «РЕСПУБЛИКА» знизу, виконаними у стилі уставу. Відмінності між прапорами «Донецької республіки» та першим прапором «ДНР» полягали у зображенні герба на грудях двоголового орла: на другому варіанті він майже повністю повторював герб Російської Федерації.
Перший варіант прапору «ДНР» використовувався від моменту проголошення терористичного утворення 7 квітня 2014 року до 21 червня 2014 року.
Перед сепаратистським «референдумом» 11 травня 2014 року на агітаційних плакатах використовувався прапор «Донецької республіки» з деякими змінами: знизу було додано напис «НАРОДНАЯ РЕСПУБЛИКА», трохи був змінений орел (додано корону) та щит на ньому.
Новий прапор «ДНР» був прийнятий 21 червня 2014 року на сесії «Верховної ради ДНР». Він мав три кольори: чорний, синій та червоний, розташовані у такому порядку зверху вниз. В центрі був розміщений герб «ДНР»: двоголовий безлапий орел, що тримає на грудях червоний геральдичний щит із зображенням Архангела Михаїла, що вбраний у срібний одяг та мантію та тримає золотий меч і срібний щит. Зверху над гербом розміщений напис «ДОНЕЦКАЯ НАРОДНАЯ», а знизу — «РЕСПУБЛИКА», виконані у стилі устав.
Чинний зразок прапора «ДНР» був ухвалений «Народною радою ДНР» 27 лютого 2018 року «законом» № 216-ІНС. Прапор має вигляд чорно-синьо-червоного стягу без додаткових символів чи написів.

Прапор організації "Донецька республіка"
Прапор "Донецької республіки", що використовувався також як прапор "ДНР" (7 квітня - 21 червня 2014)
"Неофіційний" прапор "ДНР", що використовувався до "референдуму" 11 травня 2014 року
Прапор "ДНР" з 21 червня 2014 по 27 лютого 2018
Чинний прапор "ДНР" (з 27 лютого 2018)
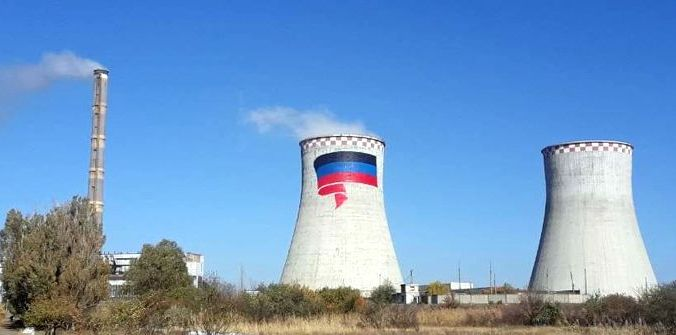
Прапор "ДНР" на Зуївській ТЕС у Зургесі

19 жовтня 2018 року в «День прапора ДНР» в Зуївській ТЕС в Зугресі були завершені роботи з нанесення найбільшого прапора «ДНР» площею 2000 м².